# Ferton
Pour les articles homonymes, voir Charles Ferton.
Au Moyen Âge, le ferton était une monnaie d'argent équivalent au quart du marc. Il était du poids de deux onces, soit 61,188 g.